# Jan Baptist Liebaert
Jan Baptist Joseph Liebaert (Mesen, 4 februari 1757 - Leuven, 28 december 1822) was een Zuid-Nederlands filosoof, priester en hoogleraar.

## Levensloop
Hij werd in 1782 hoogleraar wijsbegeerte aan de Universiteit Leuven. Na de opheffing van de universiteit gaf hij privélessen.
Hij was onder meer de leermeester van zijn streekgenoot Pierre Van Meenen.
Hij vond zijn leerstoel terug in 1817 na de oprichting van de Rijksuniversiteit Leuven en doceerde er verder tot aan zijn dood. Hij werd opgevolgd door baron Frédéric de Reiffenberg.

## Werk
Van Liebaert is een cursus bekend die door de student E. J. Decartier in 1810 werd opgetekend:
- Compendium in Logicam wallii Caeterorumque Celebrium Philosophorum dictatum necnon explicatum a doctissimo D. Domino Liebaert olim Professore ac decano collegii Lillii. Het handschrift telt 304 pagina's, onderverdeeld als volgt:
- Prolegomenon in Logicam,
- Pars prima,
- Pars secunda.